# Бюнде
Бюнде (нім. Bünde) — місто в Німеччині, знаходиться в землі Північний Рейн-Вестфалія. Підпорядковується адміністративному округу Детмольд. Входить до складу району Герфорд.
Площа — 59,30 км2. Населення становить 45 376 ос. (станом на 31 грудня 2020).

## Географія

### Адміністративний поділ
Місто  складається з 12 районів:
- Бюнде
- Еннігло
- Шпрадов
- Зюдленгерн
- Дюнне
- Гользен
- Гуннеброк
- Але
- Бустедт
- Гюффен
- Верфен
- Муккум

## Герб
На гербі міста зображені двоє воїнів, що потискають один одному руки. Це не хто інші, як Хорса та Хенгіст, саксонські ватажки, які, за легендою, очолили англосаксонське завоювання південної Британії у V столітті. Місцева традиція твердить, що саме тут брати-воїни відклали свої розбіжності та присяглися разом завоювати острів, що закріплено в назві міста (Bund, множина Bünde, означає «ліга» або «угода» німецькою).

## Галерея

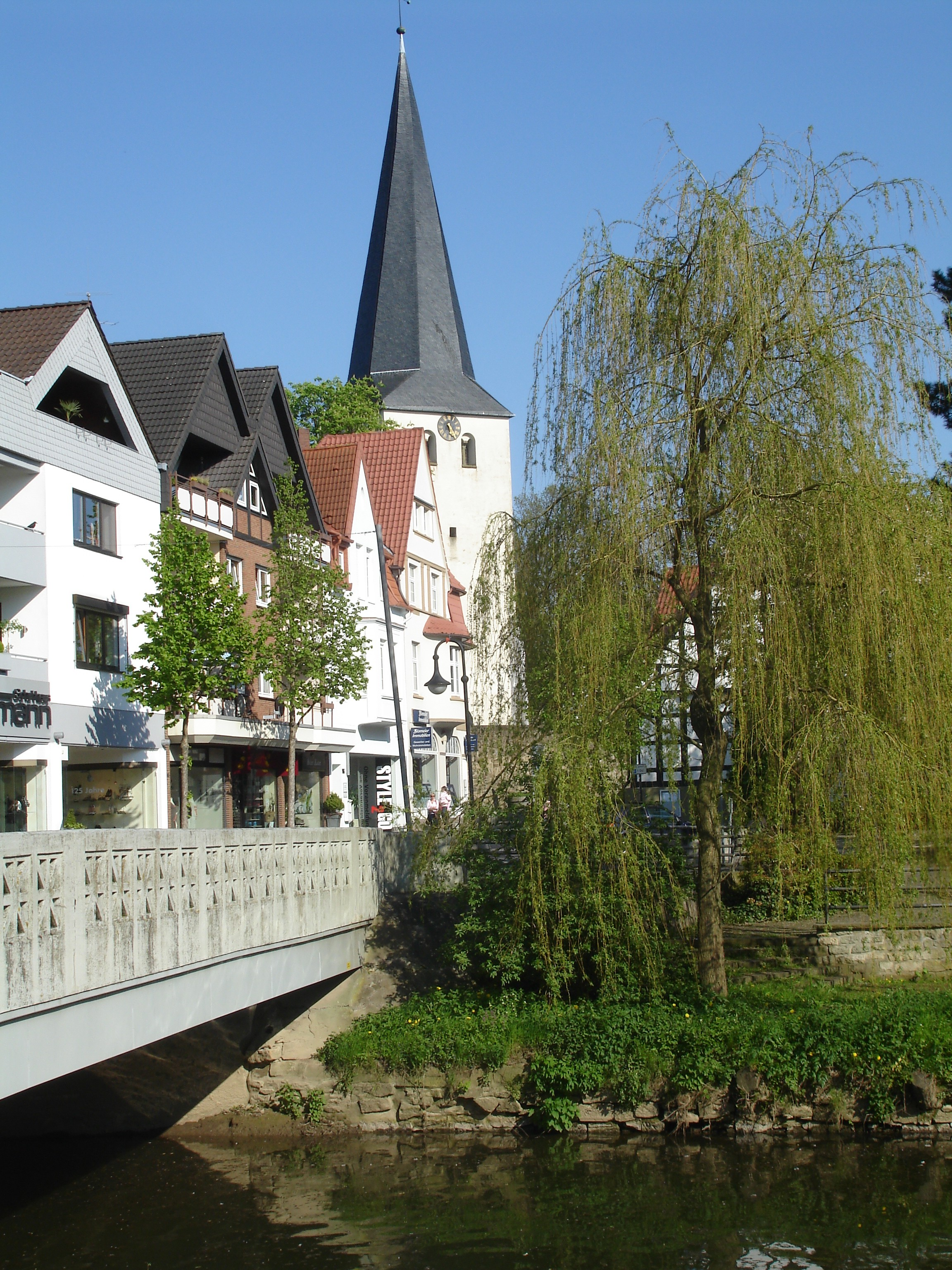
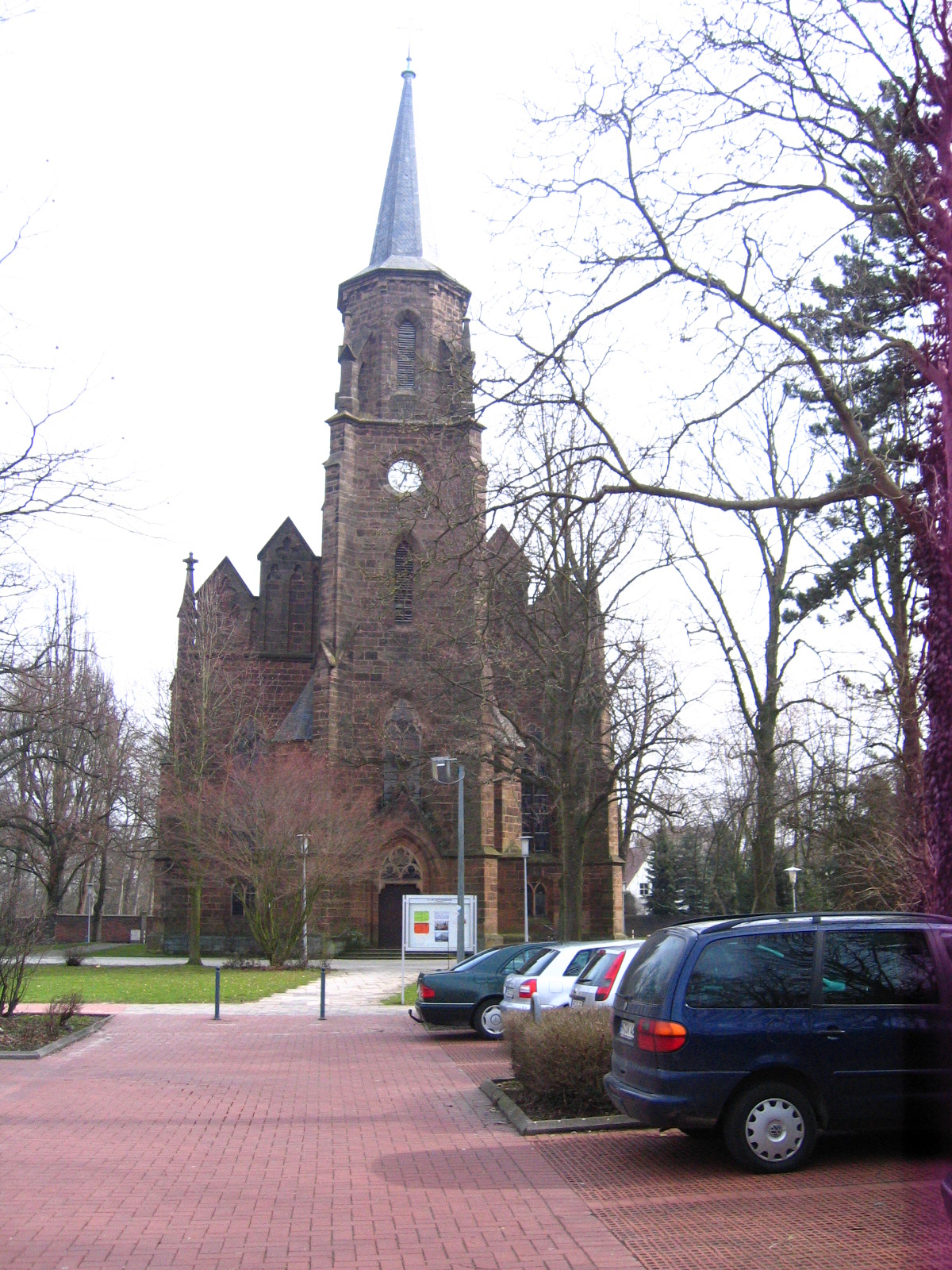
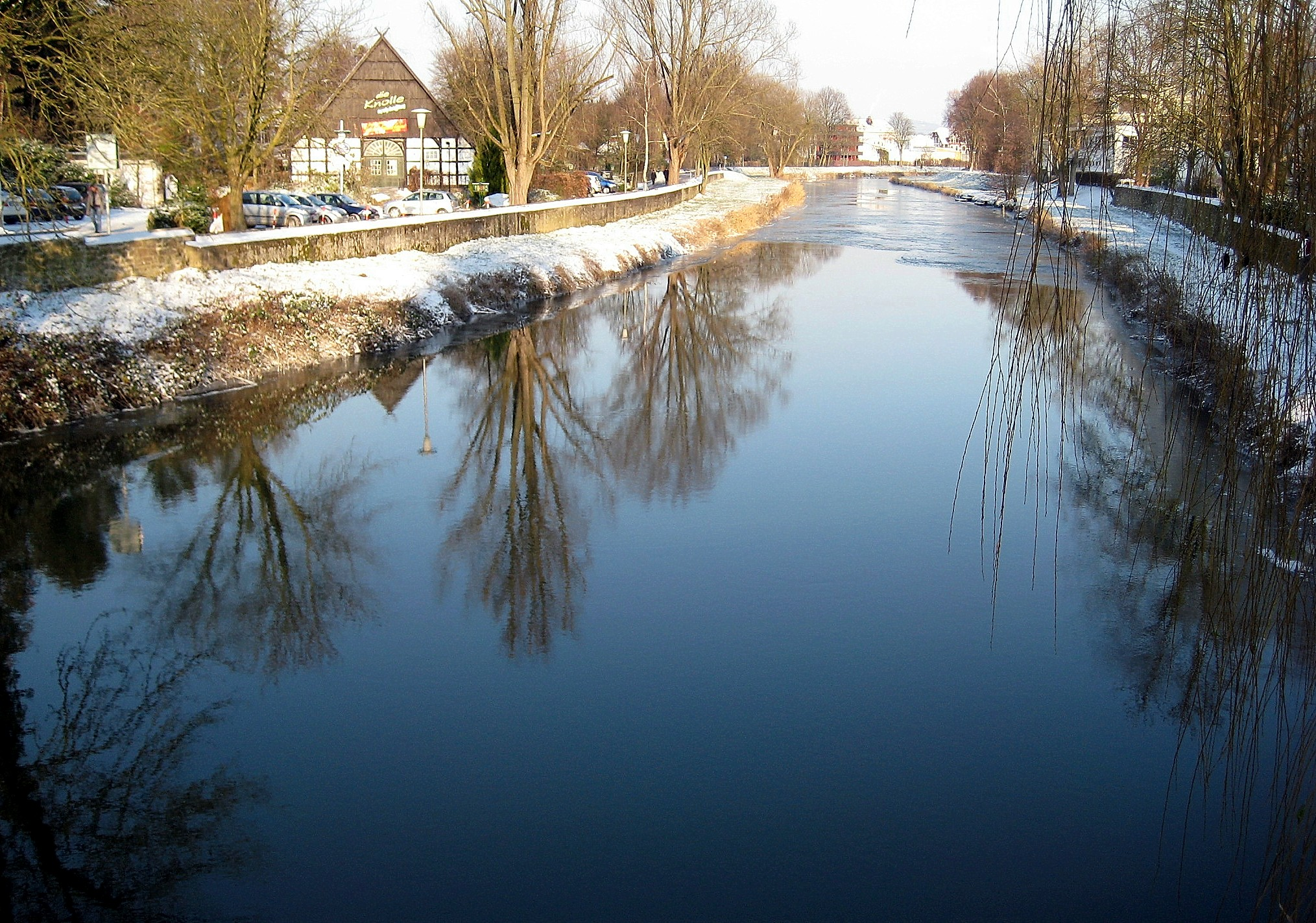
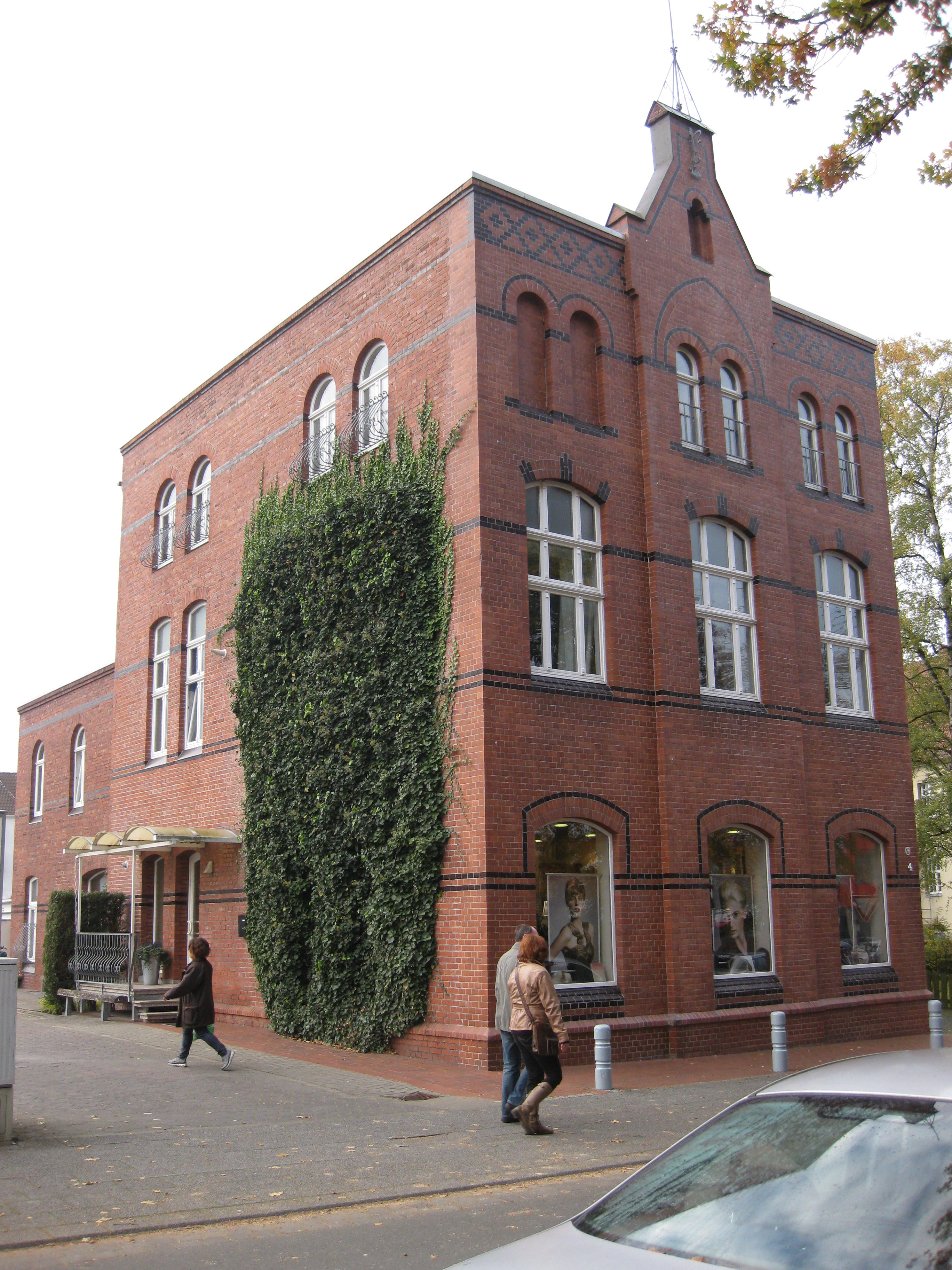
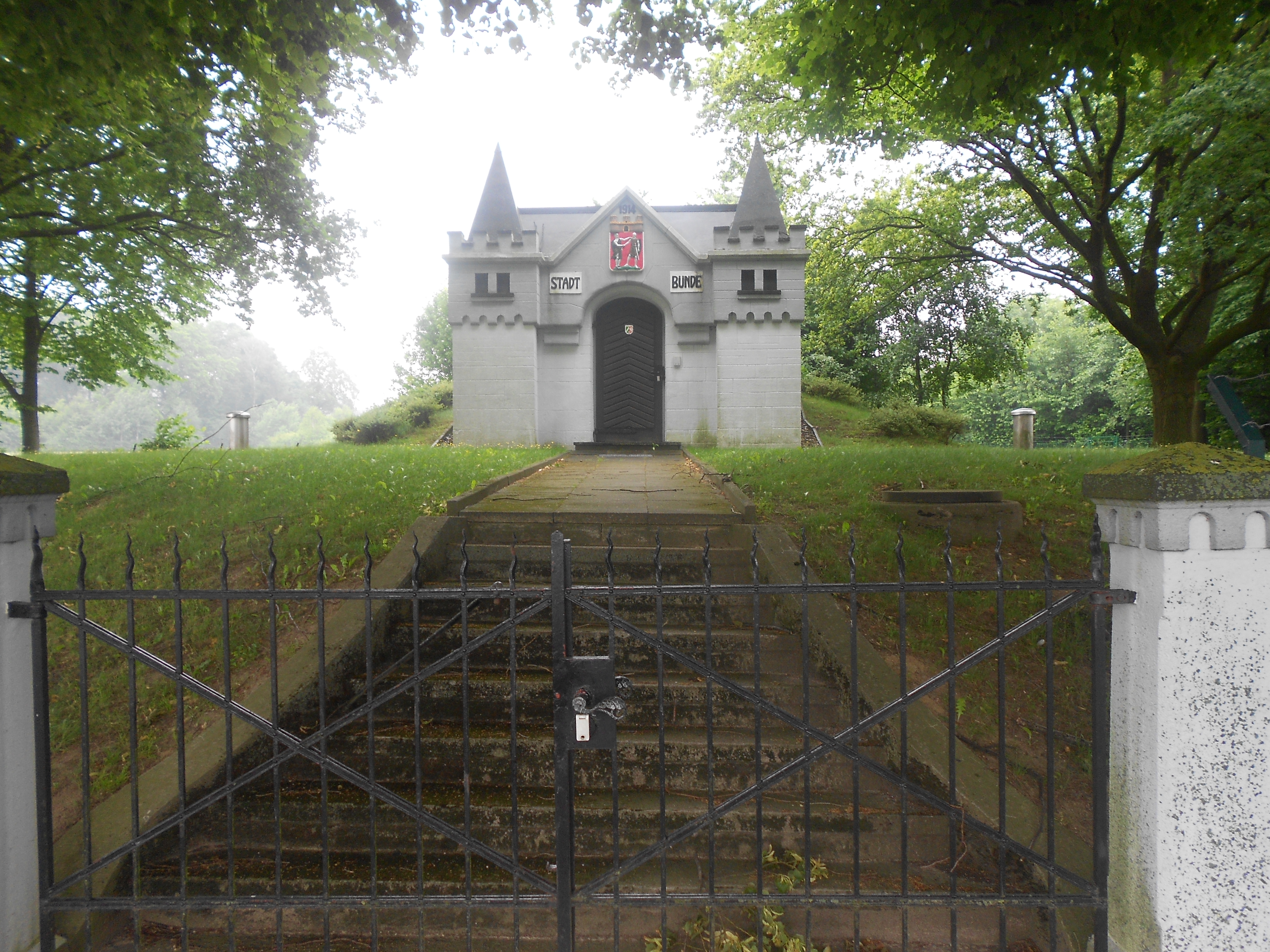
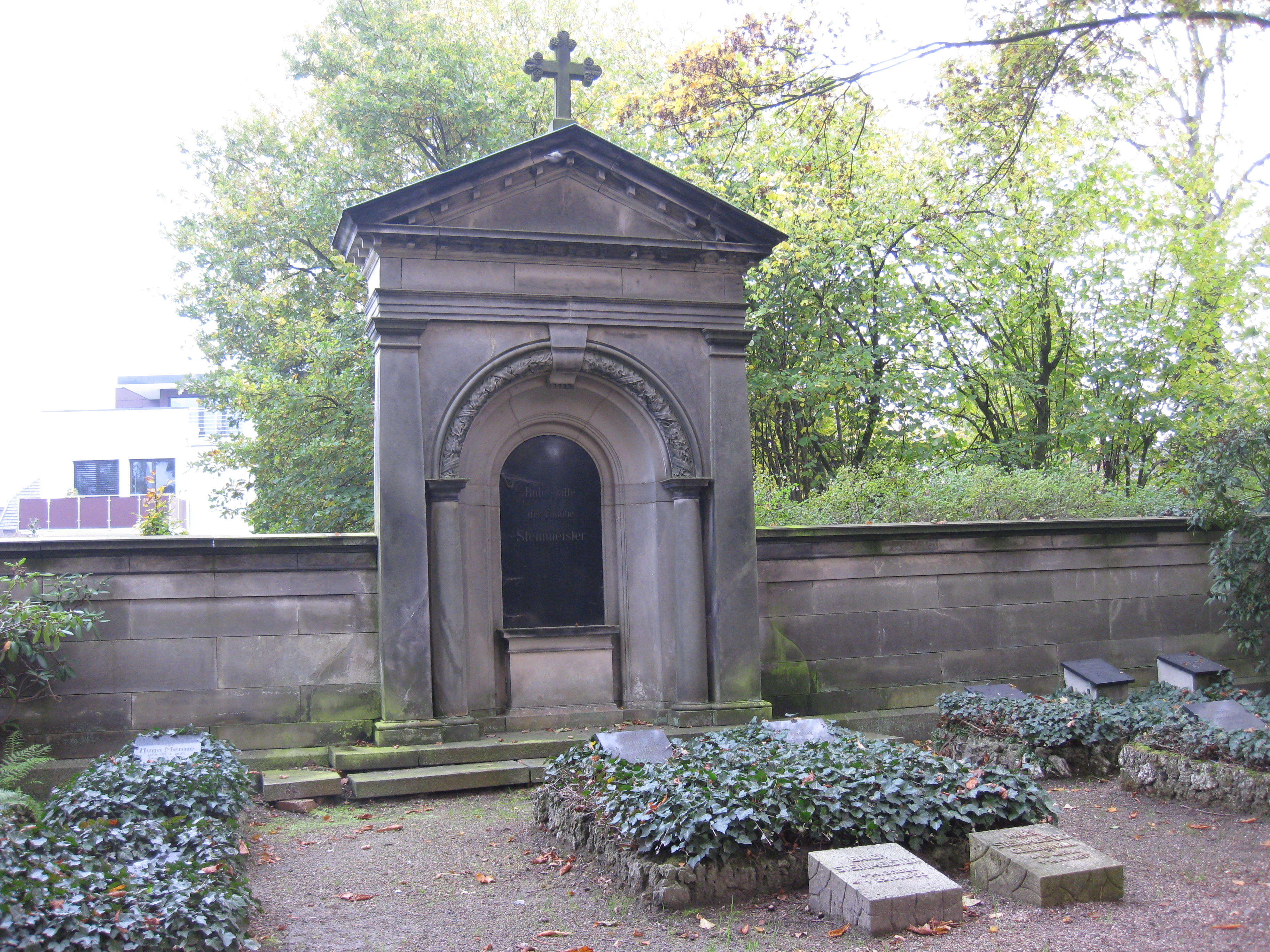